# Minoru Genda
Minoru Genda 源田実 Genda Minoru (Hiroshima, 16 agosto 1904 – Matsuyama, 15 agosto 1989) è stato un aviatore e generale giapponese.
Ufficiale delle Forze aeree della Marina giapponese e abile pilota, Genda fu soprattutto un grande pioniere dell'impiego offensivo delle forze aeronavali delle portaerei, da lui giustamente valutate molto più importanti nella guerra moderna delle vecchie e prestigiose corazzate.
Ideatore principale, insieme agli ammiragli Yamamoto e Onishi, dell'audace piano d'attacco su Pearl Harbor e delle tattiche di impiego degli aerosiluranti (in collaborazione con il suo collega e amico Mitsuo Fuchida); dopo questo clamoroso successo ottenne grande fama come principale collaboratore dell'ammiraglio Nagumo e partecipò anche alla sfortunata battaglia delle Midway.
Dopo quella decisiva sconfitta, Genda continuò a battersi a favore dell'impiego delle portaerei e costituì anche, nella parte finale della guerra, uno squadrone di caccia d'élite con i piloti migliori, con cui si batté in difesa dei cieli della madrepatria.

## Gli inizi
Minoru Genda, nato in un'antica famiglia di possidenti terrieri, dopo aver frequentato le Scuole superiori nella città natale di Hiroshima, entrò nell'Accademia navale giapponese di Etajima con l'obiettivo di intraprendere la carriera nelle nuove forze aeree della Marina imperiale giapponese, uscendone, primo in graduatoria della sua classe, nel 1929.
Dopo il completamento degli studi, Genda (prima guardiamarina e poi tenente di vascello) venne assegnato a numerosi incarichi operativi o di stato maggiore e divenne noto in Giappone fin dagli anni trenta guidando una squadriglia di biplani della marina nel famoso Yokosuka Kokutai (il primo gruppo aereo da caccia della Marina giapponese), impegnati anche in manifestazioni aeree e in dimostrazioni acrobatiche in tutto il paese per propagandare e promuovere le nuove forze aeree; il reparto, costituito insieme al tenente Kobayashi, divenne presto noto come il "circo volante di Genda".
Dotato di notevole ingegno e di grande preparazione professionale, oltre che di grandi qualità di pilota, Genda fece subito parte di quel ristretto numero di ufficiali della Marina Imperiale che previdero il nuovo ruolo preponderante delle forze aeree anche nella condotta della guerra sul mare e che sollecitarono quindi il massimo potenziamento delle nuove navi portaerei, da considerare come le nuove navi principali della flotta da battaglia, al posto delle gloriose corazzate, e da impiegare in massa per concentrare fulmineamente un gran numero di aerei offensivi e sferrare attacchi distruttivi a grande distanza contro la flotta avversaria o le basi principali di un eventuale nemico (identificato dai pianificatori giapponesi, fin dagli anni venti, negli Stati Uniti d'America).
Accanto a Genda, massimi propugnatori di queste tesi apparentemente temerarie e rivoluzionarie, furono gli ammiragli Onishi, Inouye e Katagiri, il collega e amico Mitsuo Fuchida e naturalmente il futuro comandante in capo della Flotta combinata, ammiraglio Isoroku Yamamoto, che aveva cominciato a conoscere e apprezzare Genda fin dal 1933 mentre questi serviva a bordo della portaerei leggera Ryujo.

## Pearl Harbor e Midway
Sembra che le prime idee e i primi studi su un possibile attacco di sorpresa contro la base americana di Pearl Harbor risalgano addirittura al 1934, e Genda venne coinvolto subito nelle analisi preliminari di fattibilità di una simile, audace operazione; in particolare durante alcuni colloqui con l'ammiraglio Onishi. Negli stessi anni Genda, in collaborazione con Fuchida, studiò anche l'utilizzo e l'impiego operativo degli aerosiluranti che avrebbero poi svolto un ruolo decisivo nell'attacco alle Hawaii del 1941.
Nell'estate 1940 Minoru Genda, ora capitano di corvetta, ebbe anche la grande fortuna di essere inviato a Londra come addetto navale dell'ambasciata giapponese, nel pieno della Battaglia d'Inghilterra; ebbe quindi modo di valutare e osservare l'equipaggiamento, le tattiche e l'efficienza della RAF e della Luftwaffe.
In particolare osservò le qualità del Messerschmitt Bf 109 e del Supermarine Spitfire, traendone la convinzione della superiorità in agilità e in manovra dei nuovi caccia giapponesi Mitsubishi A6M Zero, che stavano entrando in servizio nelle forze aeree della Marina imperiale.

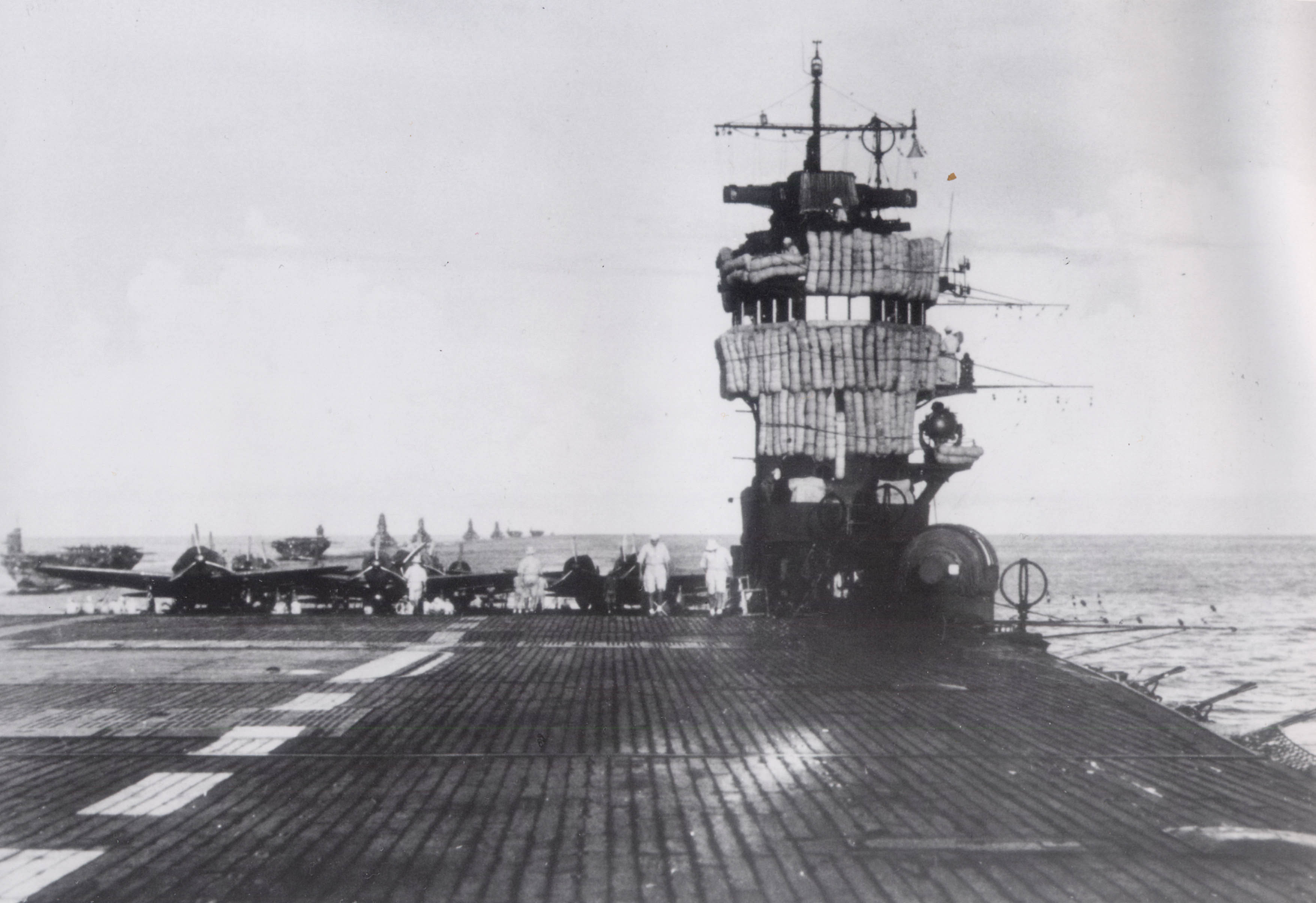
Il ponte di volo della portaerei Akagi in navigazione verso Pearl Harbor. Genda era a bordo di questa portaerei durante la missione.

Dopo il suo ritorno in patria, Genda venne quasi subito coinvolto nello studio e nella pianificazione dell'attacco contro la flotta americana in vista di una guerra contro gli Stati Uniti, ormai sempre più probabile. Inizialmente l'ammiraglio Yamamoto, principale fautore dell'attacco a sorpresa contro Pearl Harbor, ipotizzò perfino una missione quasi suicida di sola andata con ammaraggio finale degli aerei superstiti giapponesi, dopo l'effettuazione del bombardamento, allo scopo di salvaguardare le portaerei, tenendole ben lontano dal raggio d'azione delle forze aeree americane.
Genda, contrario a una simile missione di sacrificio, promosse invece con forza l'assoluta necessità dell'attacco per controbilanciare immediatamente la superiorità numerica e industriale americana, ma anche la sua praticabilità, pur salvaguardando la sicurezza della flotta giapponese.
Fu Genda in persona che venne incaricato da Yamamoto, nel febbraio 1941, di studiare a fondo il problema e di proporre un piano dettagliato di fattibilità; ne sarebbe scaturito il famoso piano in dieci punti che sottolineava la difficoltà e i pericoli della missione ma enfatizzava anche i criteri di sorpresa e di audacia che avrebbero potuto rendere possibile l'impresa.
Genda evidenziò in particolare la necessità assoluta di sferrare un attacco di sorpresa; di impiegare tutte e sei le portaerei pesanti giapponesi, di utilizzare un gran numero dei nuovi aerosiluranti (studiando insieme a Fuchida nuove tattiche di impiego nei bassi fondali, sfruttando anche l'esperienza inglese di Taranto); di coordinare accuratamente le operazioni delle portaerei; di concentrarsi sulla distruzione delle preziose portaerei americane a differenza della pianificazione iniziale che assegnava maggiore importanza alla distruzione delle corazzate nemiche.
Il piano di Genda in dieci punti venne approvato (non senza grossi contrasti e scontri tra le varie autorità dello stato maggiore della Marina; il 7 dicembre 1941, Minoru Genda, a bordo della Akagi, collaborò con l'ammiraglio Chūichi Nagumo durante la missione e coordinò l'impiego delle forze aeree delle portaerei.
La missione fu un grande successo: la sorpresa fu completa, i danni inflitti pesanti, le perdite subite quasi trascurabili e tutta la flotta tornò in patria senza difficoltà e senza subire alcun attacco. Tuttavia le portaerei americane non vennero colpite (non essendo in quel momento a Pearl Harbor) e i tentativi di Genda di convincere Nagumo della necessità di sferrare un terzo attacco su Pearl Harbor (per completare le distruzioni nella base e ricercare quelle fondamentali navi nemiche) non ebbero successo di fronte alla prudenza forse eccessiva dell'ammiraglio.
Dopo il clamoroso successo, Genda, promosso capitano di fregata, guadagnò grande fama e notevole prestigio negli ambienti della Marina e mantenne il ruolo di principale aiutante per le operazioni aeronavali dell'ammiraglio Nagumo, partecipando alle successive crociere vittoriose dell'apparentemente imbattibile Kido Butai (1ª Flotta aerea).
La cruciale giornata del 4 giugno 1942 alle Midway, segnò invece le sorti delle portaerei giapponesi e dell'intera guerra del Pacifico. Genda, in precarie condizioni fisiche e febbricitante, non manifestò la consueta lucidità e audacia; in particolare organizzò un sistema di ricognizione aerea troppo limitato, appoggiò le richieste del tenente di vascello Tomonaga di sferrare un secondo attacco sulle Isole e soprattutto consigliò a Nagumo di ritardare l'attacco alla portaerei americana individuata e di procedere con calma e metodo a riorganizzare le sue forze, riarmarle con siluri, fare appontare la prima ondata. In questo modo confuse ancor più il già indeciso ammiraglio e complicò enormemente le operazioni aeree sulle portaerei esponendole all'efficace attacco degli aerei americani che avrebbe causato l'affondamento di tutte e quattro le navi giapponesi.

## Gli ultimi anni di guerra

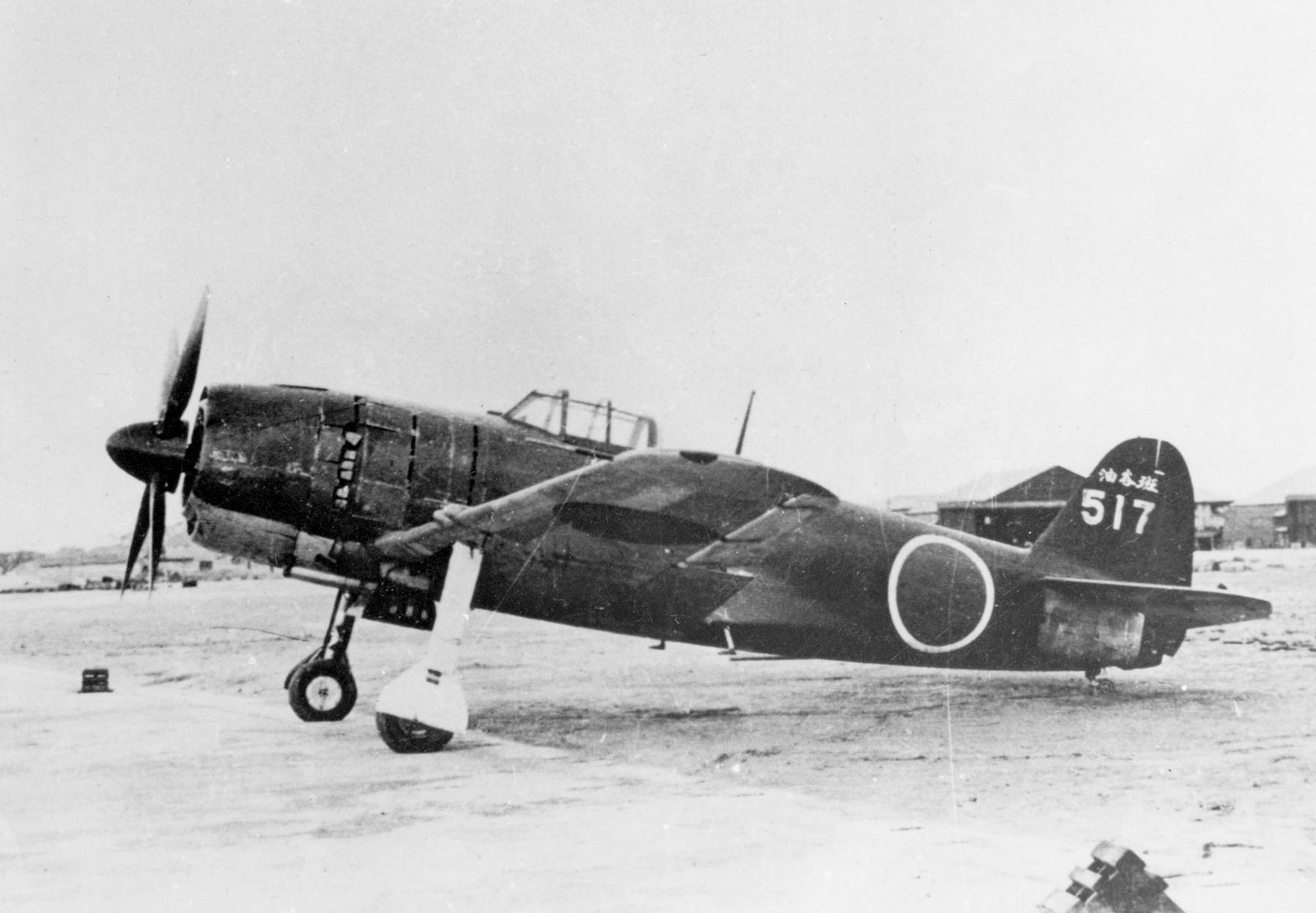
Il potente caccia Kawanishi N1K George impiegato dal 343° Kokutai di Genda per cercare di contrastare le forze aeree americane.

Scampato al disastro, Genda venne successivamente assegnato allo stato maggiore della marina a Tokyo come responsabile tecnico dell'aviazione navale; ma negli ultimi periodi della guerra ritornò di nuovo in operazione assumendo il comando del nuovo gruppo da caccia d'élite organizzato per cercare di contrastare la schiacciante superiorità aerea americana.
Il 343° Kokutai, basato a Matsuyama, sotto la guida dell'espertissimo Genda (che nell'arco della sua carriera aveva accumulato oltre 3000 ore di volo) disponeva degli ultimi caccia Kawanishi N1K (teoricamente in grado di contrastare i F6F Hellcat e i F4U Corsair) e tra i suoi componenti erano alcuni degli ultimi e più combattivi "assi" dell'aviazione navale giapponese, tra cui Shoichi Sugita, Naoshi Kanno, Kaneyoshi Muto.
Genda credeva nella possibilità di costituire nuovi reparti aerei efficienti dotati di caccia competitivi, di tattiche moderne (sviluppando le manovre in formazione, e la conoscenza delle tattiche avversarie) e di piloti addestrati in grado di affrontare con successo l'avversario e di contendere il dominio dell'aria, senza ridursi alle sole missioni suicide Kamikaze.
Nonostante alcuni successi, la situazione reale e i rapporti di forza non permettevano facili illusioni; le perdite del 343° Kokutai furono pesanti e i risultati ottenuti (pur significativi) non poterono certo modificare l'andamento della guerra aerea nel Pacifico.
Con la capitolazione del 2 settembre 1945, la carriera di Minoru Genda nella gloriosa Marina Imperiale ebbe termine; negli anni successivi egli avrebbe presentato la sua versione dei fatti e le proprie esperienze belliche in un'interessante autobiografia.

## Nelle nuove Forze di Auto-Difesa giapponesi e in politica
Con la dissoluzione delle forze armate imperiali non ebbe però termine la carriera militare di Minoru Genda, che, al contrario, rientrò in servizio nel 1954 nelle appena costituite Forze Aeree di Auto-Difesa giapponesi; il suo prestigio ancora intatto e le sue capacità gli permisero una nuova folgorante carriera fino al rango di generale e di Capo di Stato Maggiore del nuovo servizio aeronautico militare nipponico.
In questo periodo venne in parte anche coinvolto nelle polemiche politiche legate all'acquisizione dei nuovi caccia americani Lockheed F-104 Starfighter. Nel 1962 Genda si ritirò definitivamente dal servizio militare, ma intraprese una nuova brillante carriera politica all'interno del Partito Liberal-Democratico giapponese, patrocinando posizioni di estrema destra, a favore del riarmo giapponese e anche di un possibile programma nucleare. Fu fortemente contrario alla firma da parte del Giappone del Trattato di non proliferazione nucleare.
Minoru Genda è morto il 15 agosto 1989, esattamente lo stesso giorno dell'annuncio della resa giapponese nel 1945 e un giorno prima del suo 85º compleanno.
Tipico rappresentante della casta militare giapponese, nazionalista e conservatore, Genda fu senza dubbio dotato di grande intelligenza e di acutezza di ingegno; abile pilota e profondo conoscitore della tecnica aeronautica e della strategia aerea (in particolare delle operazioni aeronavali), grazie anche al suo coraggioso e lungimirante impegno (in collaborazione con il suo collega e amico Mitsuo Fuchida) a favore del potere aereo e dell'impiego delle portaerei, il Giappone poté ottenere alcuni straordinari e insperati successi e guadagnare per breve tempo una chiara superiorità operativa sul potente nemico.